# ラテン民族
ラテン民族（ラテンみんぞく、Latin peoples）またはロマンス民族（ロマンスみんぞく、Romance peoples）とは印欧語族ロマンス語派の言語を母語とする民族の総称。ヨーロッパにおいてはイタリア人、フランス人、スペイン人、ポルトガル人などが含まれる。また中南米においてスペイン語、ポルトガル語を母語とする民族を含む。

## ヨーロッパの主なラテン民族
- イタリア人
- スペイン人
- ポルトガル人
- フランス人
- ワロン人
- ルーマニア人
- モルドヴァ人

## 中南米
アメリカ合衆国では中南米からの移住者を、主にスペイン語話者であることからヒスパニックと呼んできたが、近年ラティーノ（Latino:ラテン系）とも称される。ただし、ヒスパニックが文字通り「スペイン語圏（狭義では米国の隣国であるメキシコ）出身者」のみを指すのに対し、ラティーノはブラジルなど非スペイン語圏出身者も含んだ呼称である点に、注意を要する。